# 上迪伦巴赫
上迪伦巴赫是德国莱茵兰-普法尔茨州的一个市镇。总面积6.94平方公里，总人口602人，其中男性314人，女性288人（2011年12月31日），人口密度87人/平方公里。